# Harry Parker
Harry Parker (28 de octubre de 1935 - 25 de junio de 2013) fue el entrenador en jefe del programa de remo universitario de Harvard (1963-2013). También representó a los Estados Unidos en el scull individual en los Juegos Olímpicos de Roma 1960.

## Carrera de remo
Parker asistió a la Universidad de Pensilvania como pregrado, donde se licenció en Filosofía y aprendió remo. Apadrinado por el entrenador de Pennsylvania, Joe Burk, Parker remó en el equipo universitario Penn de 1955 donde ganó el Grand Challenge Cup en la Real regata Henley.
Después de la universidad, Parker empezó con scull competitivos. Ganó el scull individual (un hombre en un bote) en los Juegos Panamericanos de 1959. Ese mismo año compitió en el evento Scull Diamond en la Real regata Henley, donde terminó segundo ante el seis veces campeón Stuart MacKenzie.
En 1960, ganó las pruebas olímpicas de Estados Unidos en el individual de scull. En los Juegos Olímpicos de Roma 1960, Parker compitió en la final y terminó quinto.

## Vida personal
El primer matrimonio de Parker, en 1959, con Elinor Goodman, a quien conoció en la Universidad de Pensilvania, produjo dos hijos. Terminó en divorcio en 1979. George Franklin Parker y David Lambert Parker nacieron durante la década de 1960. Más tarde se casó con Kathy Keeler, la ganadora de la medalla de oro para EE. UU. en remo femenino en los Juegos Olímpicos de Los Ángeles 1984. Tienen una hija llamada Abigail Parker.
En 2011, Parker fue diagnosticado con el síndrome mielodisplásico. El exentrenador de estudiantes de primer año Bill Manning fue promovido a entrenador en jefe asociado cuando Parker comenzó el tratamiento. Parker murió en Boston, Massachusetts, a la edad de 77 el 25 de junio de 2013.